# Xenostaffella
Xenostaffella es un género de foraminífero bentónico de la subfamilia Fusulininae, de la familia Fusulinidae, de la superfamilia Fusulinoidea, del suborden Fusulinina y del orden Fusulinida. Su especie tipo es Xenostaffella koreaensis. Su rango cronoestratigráfico abarca el Moscoviense superior (Carbonífero superior).

## Discusión
Clasificaciones más recientes incluyen Xenostaffella en la subclase Fusulinana de la clase Fusulinata.

## Clasificación
Xenostaffella incluye a la siguiente especie:
- Xenostaffella koreaensis †